# Marcello Modiano
Marcello Modiano (ur. 7 kwietnia 1914 w Salonikach, zm. 22 września 1993 w Trieście) – włoski polityk i przedsiębiorca, poseł do Parlamentu Europejskiego I kadencji.

## Życiorys
Z zawodu przedsiębiorca. Zaangażował się w działalność polityczną w ramach Chrześcijańskiej Demokracji. W 1979 kandydował do Parlamentu Europejskiego, uzyskując mandat. Przystąpił do Europejskiej Partii Ludowej, należał do Komisji ds. Kwestii Prawnych oraz Komisji ds. Transportu.